# NGC 6608
NGC 6608 (również PGC 61556) – galaktyka spiralna (Scd), znajdująca się w gwiazdozbiorze Smoka. Odkrył ją Lewis A. Swift 4 sierpnia 1883 roku.